# Ametralladora pesada Kord-12,7
La Kord-12,7 (en ruso: Корд-12,7) es una ametralladora pesada de origen y diseño ruso que entró en servicio en el año de 1998, para reemplazar la NSV. Externamente ambas armas son similares, sin embargo sus mecanismos internos han sido ampliamente rediseñados, pasando de un cerrojo con aletas a un cerrojo rotativo. Adicionalmente, el sistema de pistón de gas ha sido cambiado y el freno de boca también fue rediseñado. Estos cambios han reducido el retroceso del arma en comparación con la NSV, permitiéndole una mayor precisión al abrir fuego sostenido. Esta ametralladora pesada tiene un calibre de 12,7 mm.

## Desarrollo
El catalizador para el desarrollo del arma fue, según sus fabricantes, la nula producción de ametralladoras pesadas en la Federación Rusa en aquel entonces. Antes de la disolución de la Unión Soviética, la ametralladora pesada estándar era la NSV o "Utjos" (en ruso: утёс, que significa acantilado o precipicio en ruso, el nombre clave durante su desarrollo) La principal fábrica productora de la NSV estaba situada en lo que es hoy día Kazajistán. La prioridad después de la disolución de la Unión Soviética, fue el establecer la capacidad de autoabastecimiento y adaptabilidad, por lo que el diseño del arma en cuestión no debería diferir del funcionamiento de la NSV. 
Se le asignó a la oficina de diseño rusa Degtyarev la tarea de producir una versión actualizada de la ametralladora que emplee el cartucho 12,7 x 108, la cual podría emplearse para fuego de apoyo, montada en vehículos o como arma antiaérea. 
Al emplear nuevas técnicas de construcción, la Kord es más ligera que su predecesora. El mecanismo de disparo es muy sencillo, pero capaz de una mayor cadencia y con un retroceso mucho menor. Gracias al nuevo cañón hecho de una aleación especial que minimiza la distorsión y la caída de la bala, su precisión ha tenido un gran aumento respecto a las anteriores ametralladoras soviéticas. Al contrario de su predecesora y la gran mayoría de ametralladoras pesadas, la Kord puede dispararse desde un bípode - una característica singular para las ametralladoras pesadas calibre 12,7 mm. Su peso relativamente ligero permite a los soldados más fuertes transportarla sin ayuda e incluso dispararla desde la cadera (aunque la precisión sea muy baja). 

## Variantes
- 6P49: Versión básica para montarse en vehículos.[1]
- 6P50: Versión para la infantería.[1]
- 6P50-1: Versión montada en bípode para la infantería. El bípode tiene un ángulo de rotación de +/-15°.[1]
- 6P50-2: Versión montada sobre el trípode 6T19.[1]
- 6P50-3: Versión de infantería montada sobre el afuste multiuso 6U6. Los casquillos disparados se eyectan por el lado derecho del arma.[1]
- 6P51: Versión coaxial alimentada desde el lado izquierdo y que eyecta los casquillos hacia adelante.[1]

## Usuarios
- Rusia - Fuerzas Armadas de Rusia[3]
- Armenia - Ametralladora de la infantería motorizada.[4]
- Kazajistán - En pruebas solamente.
- Siria - Desde 2014 en uso limitado.

### Armas similares
- MG 131
- Browning M2
- WKM-B
- DShK
- Ametralladora pesada NSV

### Listas relacionadas
- Anexo:Material de Guerra del Ejército Nacional de Venezuela